# Slovenië op de Olympische Winterspelen 2018
Slovenië was een van de deelnemende landen aan de Olympische Winterspelen 2018 in Pyeongchang, Zuid-Korea.

## Medailleoverzicht
| Sport       | Olympiër  | Onderdeel                | Medaille |
| ----------- | --------- | ------------------------ | -------- |
| Biatlon     | Jakov Fak | individueel (m)          | Zilver   |
| Snowboarden | Žan Košir | parallelreuzenslalom (m) | Brons    |

## Deelnemers en resultaten
(m) = mannen, (v) = vrouwen 

### Alpineskiën
| Olympiër                                                     | Onderdeel        | Resultaat | Prestatie                                                           |
| ------------------------------------------------------------ | ---------------- | --------- | ------------------------------------------------------------------- |
| Martin Čater                                                 | combinatie (m)   | DNF       | afdaling: 1.20,57 (13e) slalom: niet gefinisht                      |
| Martin Čater                                                 | afdaling (m)     | 19e       | 1.42,53 (+2,28)                                                     |
| Martin Čater                                                 | reuzenslalom (m) | DNF       | 1e run: niet gefinisht                                              |
| Martin Čater                                                 | super g (m)      | DNF       | niet gefinisht                                                      |
| Štefan Hadalin                                               | combinatie (m)   | 8e        | afdaling: 1.21,15 (21e) slalom: 47,79 (7e) totaal: 2.08,94 (+2,42)  |
| Štefan Hadalin                                               | reuzenslalom (m) | 21e       | 1e run: 1.11,53 (29e) 2e run: 1.10,13 (4e) totaal: 2.21,66 (+3,62)  |
| Štefan Hadalin                                               | slalom (m)       | DNF       | niet gefinisht                                                      |
| Miha Hrobat                                                  | afdaling (m)     | 29e       | 1.43,61 (+3,36)                                                     |
| Miha Hrobat                                                  | reuzenslalom (m) | DNF-1     | 1e run: niet gefinisht                                              |
| Miha Hrobat                                                  | super g (m)      | DNF       | niet gefinisht                                                      |
| Boštjan Kline                                                | combinatie (m)   | DNF       | afdaling: 1.22,42 (43e) slalom: niet gestart                        |
| Boštjan Kline                                                | afdaling (m)     | 27e       | 1.43,03 (+2,78)                                                     |
| Boštjan Kline                                                | super g (m)      | 10e       | 1.25,36 (+0,92)                                                     |
| Klemen Kosi                                                  | combinatie (m)   | 10e       | afdaling: 1.20,61 (16e) slalom: 48,76 (15e) totaal: 2.09,37 (+2,85) |
| Klemen Kosi                                                  | afdaling (m)     | DNF       | niet gefinisht                                                      |
| Klemen Kosi                                                  | super g (m)      | 25e       | 1.26,50 (+2,06)                                                     |
| Žan Kranjec                                                  | reuzenslalom (m) | 4e        | 1e run: 1.09,52 (9e) 2e run: 1.10,25 (8e) totaal: 2.19,77 (+1,73)   |
| Žan Kranjec                                                  | slalom (m)       | DNF       | niet gefinisht                                                      |
|                                                              |                  |           |                                                                     |
| Ana Bucik                                                    | combinatie (v)   | 11e       | afdaling: 1.42,77 (15e) slalom: 41,99 (9e) totaal: 2.24,76 (+3,86)  |
| Ana Bucik                                                    | reuzenslalom (v) | 21e       | 1e run: 1.13,38 (20e) 2e run: 1.10,71 (24e) totaal: 2.24,09 (+4,07) |
| Ana Bucik                                                    | slalom (v)       | 24e       | 1e run: 52,09 (26e) 2e run: 50,82 (19e) totaal: 1.42,91 (+4,28)     |
| Ana Drev                                                     | reuzenslalom (v) | DNF       | 1e run: 1.11,64 (10e) 2e run: niet gefinisht                        |
| Maruša Ferk                                                  | combinatie (v)   | DSQ       | afdaling: 1.40,98 (5e) slalom: gediskwalificeerd                    |
| Maruša Ferk                                                  | afdaling (v)     | 19e       | 1.42,00 (+2,78)                                                     |
| Maruša Ferk                                                  | slalom (v)       | 18e       | 1e run: 51,29 (15e) 2e run: 50,79 (18e) totaal: 1.42,08 (+3,45)     |
| Maruša Ferk                                                  | super g (v)      | 25e       | 1.23,18 (+2,07)                                                     |
| Meta Hrovat                                                  | reuzenslalom (v) | 14e       | 1e run: 1.12,76 (16e) 2e run: 1.09,59 (9e) totaal: 2.22,35 (+2,33)  |
| Meta Hrovat                                                  | slalom (v)       | 21e       | 1e run: 51,93 (24e) 2e run: 50,57 (15e) totaal: 1.42,50 (+3,87)     |
| Tina Robnik                                                  | reuzenslalom (v) | DNF       | 1e run: niet gefinisht                                              |
| Tina Robnik                                                  | super g (v)      | 34e       | 1.24,49 (+3,38)                                                     |
|                                                              |                  |           |                                                                     |
| Ana Bucik Maruša Ferk Meta Hrovat Štefan Hadalin Žan Kranjec | landenwedstrijd  | 1/8F      | 1/8F: 1-3 Zweden                                                    |

### Biatlon
| Olympiër                                             | Onderdeel          | Resultaat | Prestatie                                                                                           |
| ---------------------------------------------------- | ------------------ | --------- | --------------------------------------------------------------------------------------------------- |
| Klemen Bauer                                         | individueel (m)    | 15e       | 50.07,0 (+2.03,2) pen.: 2 (0 + 2 + 0 + 0)                                                           |
| Klemen Bauer                                         | sprint (m)         | 26e       | 24.36,4 (+57,6) pen.: 2 (0 + 2)                                                                     |
| Klemen Bauer                                         | achtervolging (m)  | 24e       | 35.55,9 (+3.04,2) pen.: 6 (2 + 0 + 2 + 2)                                                           |
| Klemen Bauer                                         | massastart (m)     | 20e       | 37.19,8 (+1.32,5) pen.: 4 (1 + 0 + 2 + 1)                                                           |
| Miha Dovžan                                          | individueel (m)    | 35e       | 51.54,2 (+3.50,4) pen.: 2 (1 + 0 + 0 + 1)                                                           |
| Miha Dovžan                                          | sprint (m)         | 53e       | 25.42,2 (+2.03,4) pen.: 2 (2 + 0)                                                                   |
| Miha Dovžan                                          | achtervolging (m)  | 59e       | 40.13,2 (+7.21,5) pen.: 7 (0 + 1 + 3 + 3)                                                           |
| Mitja Drinovec                                       | individueel (m)    | 80e       | 56.06,4 (+8.02,6) pen.: 5 (2 + 1 + 2 + 0)                                                           |
| Mitja Drinovec                                       | sprint (m)         | 72e       | 26.13,7 (+2.34,9) pen.: 3 (1 + 2)                                                                   |
| Jakov Fak                                            | individueel (m)    | Zilver    | 48.09,3 (+5,5) pen.: 0 (0 + 0 + 0 + 0)                                                              |
| Jakov Fak                                            | sprint (m)         | 23e       | 24.34,2 (+55,4) pen.: 2 (1 + 1)                                                                     |
| Jakov Fak                                            | achtervolging (m)  | 47e       | 38.10,4 (+5.18,7) pen.: 6 (2 + 1 + 3 + 0)                                                           |
| Jakov Fak                                            | massastart (m)     | 10e       | 36.23,4 (+36,1) pen.: 1 (0 + 0 + 1 + 0)                                                             |
| Miha Dovžan Klemen Bauer Mitja Drinovec Lenart Oblak | estafette (m)      | 10e       | 19.33,5 / 0+0 0+2 19.44,1 / 0+1 1+3 20.23,1 / 0+3 0+0 20.36,6 / 0+1 0+0 totaal: 1:20.17,3 / 0+5 1+5 |
|                                                      |                    |           | |
| Anja Eržen                                           | individueel (v)    | 35e       | 45.22,9 (+4.15,7) pen.: 3 (0 + 0 + 0 + 3)                                                           |
| Anja Eržen                                           | sprint (v)         | 46e       | 23.20,9 (+2.14,7) pen.: 3 (2 + 1)                                                                   |
| Anja Eržen                                           | achtervolging (v)  | 51e       | 36.22,6 (+5.47,3) pen.: 7 (0 + 2 + 2 + 3)                                                           |
| Urška Poje                                           | individueel (v)    | 12e       | 43.52,7 (+2.45,5) pen.: 0 (0 + 0 + 0 + 0)                                                           |
| Urška Poje                                           | sprint (v)         | 75e       | 24.52,8 (+3.46,6) pen.: 4 (0 + 4)                                                                   |
|                                                      |                    |           | |
| Urška Poje Anja Eržen Klemen Bauer Jakov Fak         | gemengde estafette | 10e       | 16.55,3 / 0+0 0+2 17.59,5 / 0+0 1+3 18.05,0 / 0+0 0+0 18.55,8 / 0+0 0+2 totaal: 1:11.55,6 / 0+0 1+7 |

### Freestyleskiën
| Olympiër     | Onderdeel    | Resultaat | Prestatie                                                                                            |
| ------------ | ------------ | --------- | --- |
| Filip Flisar | skicross (m) | 7e        | plaatsingsronde: 5e (1.09,65) (+0,91) 1/8F, serie 3: 1e KF, serie 2: 2e HF, serie 1: 4e B-finale: 3e |

### Langlaufen
| Olympiër                                                  | Onderdeel             | Resultaat | Prestatie                                                                                   |
| --------------------------------------------------------- | --------------------- | --------- | ------------------------------------------------------------------------------------------- |
| Janez Lampič                                              | sprint (m)            | 46e       | kwalificatie: 3.22,03 (+13,49)                                                              |
| Miha Šimenc                                               | sprint (m)            | 32e       | kwalificatie: 3.17,95 (+9,41)                                                               |
| Miha Šimenc                                               | 15 km vrije stijl (m) | 88e       | 39.16,9 (+5.33,0)                                                                           |
| Janez Lampič Miha Šimenc                                  | teamsprint (m)        | HF        | halve finale-1: 17.24,79 (+1.25,95)                                                         |
|                                                           |                       |           |                                                                                             |
| Alenka Čebašek                                            | sprint (v)            | KF        | kwalificatie: 3.23,38 (+14,64) (29e) KF-2: 6e (3.30,87; +18,89)                             |
| Alenka Čebašek                                            | 10 km vrije stijl (v) | 12e       | 26.30,1 (+1.29,6)                                                                           |
| Anamarija Lampič                                          | sprint (v)            | HF        | kwalificatie: 3.16,57 (+7,83) (11e) KF-1: 3e, LL (3.12,46; +1,56) HF-2: 6e (3.16,22; +3,83) |
| Anamarija Lampič                                          | 10 km vrije stijl (v) | 27e       | 27.26,4 (+2.25,9)                                                                           |
| Nika Razinger                                             | sprint (v)            | 52e       | kwalificatie: 3.35,11 (+26,37)                                                              |
| Nika Razinger                                             | 10 km vrije stijl (v) | 69e       | 29.45,5 (+4.45,0)                                                                           |
| Manca Slabanja                                            | 10 km vrije stijl (v) | 54e       | 28.47,3 (+3.46,8)                                                                           |
| Manca Slabanja                                            | 15 km skiatlon        | 59e       | 47.57,8 (+7.12,9)                                                                           |
| Katja Višnar                                              | sprint (v)            | KF        | kwalificatie: 3.15,24 (+6,50) (5e) KF-2: 4e (3.20,49; +8,51)                                |
| Alenka Čebašek Anamarija Lampič                           | teamsprint (v)        | 6e        | halve finale 1: 16.39,83 (+6,55) (3e) finale: 16.28,24 (+31,77)                             |
| Anamarija Lampič Katja Višnar Alenka Čebašek Vesna Fabjan | estafette (v)         | 8e        | 13.28,4 14.47,7 12.22,1 13.17,5 totaal: 53.55,7 (+2.31,4)                                   |

### Noordse combinatie
| Olympiër       | Onderdeel                | Resultaat | Prestatie                                                                                           |
| -------------- | ------------------------ | --------- | --------------------------------------------------------------------------------------------------- |
| Marjan Jelenko | gundersen normale schans | 44e       | schansspringen: 60.4 pnt (73,5 m); 46e (+4,41) langlaufen: 25.27,5 (32e) totaal: 30.08,5 (+5.17,1)  |
| Marjan Jelenko | gundersen grote schans   | 41e       | schansspringen: 84.4 pnt (109,0 m); 37e (+3,38) langlaufen: 24.57,7 (36e) totaal: 28.35,7 (+4.43,2) |
| Vid Vrhovnik   | gundersen normale schans | 28e       | schansspringen: 90.4 pnt (92,5 m); 27e (+2,39) langlaufen: 24.58,9 (23e) totaal: 27.39,9 (+2.48,5)  |
| Vid Vrhovnik   | gundersen grote schans   | 42e       | schansspringen: 83.4 pnt (112,5 m); 37e (+3,42) langlaufen: 25.08,4 (37e) totaal: 28.50,4 (+4.57,9) |

### Rodelen
| Olympiër    | Onderdeel | Resultaat | Prestatie |
| ----------- | --------- | --------- | --- |
| Tilen Sirše | mannen    | 39e       | run 1: 49,887 (+2,235) (34e) run 2: 58,776 (+11,151) (40e) run 3: 49,646 (+2,112) (38e) run 4: niet gekwalificeerd |

### Schansspringen
| Olympiër                                            | Onderdeel          | Resultaat | Prestatie |
| --------------------------------------------------- | ------------------ | --------- | --- |
| Tilen Bartol                                        | normale schans (m) | 16e       | kwalificatie: 115.1 pnt (97,0 m) (22e) finale: 220.8 pnt (119.0 (106,0 m); 12e - 101.8 (102,0 m); 23e) |
| Tilen Bartol                                        | grote schans (m)   | 17e       | kwalificatie: 69.6 pnt (103,5 m) (49e) finale: 247.5 pnt (122.4 (130,5 m); 19e - 125.1 (130,0 m); 12e) |
| Jernej Damjan                                       | normale schans (m) | 28e       | kwalificatie: 118.9 pnt (99,5 m) (16e) finale: 201.3 pnt (101.1 (97,0 m); 27e - 100.2 (95,5 m); 24e) |
| Jernej Damjan                                       | grote schans (m)   | 16e       | kwalificatie: 113.7 pnt (132,5 m) (15e) finale: 248.3 pnt (124.0 (130,0 m); 18e - 124.3 (130,5 m); 14e) |
| Peter Prevc                                         | normale schans (m) | 12e       | kwalificatie: 120.2 pnt (99,0 m) (14e) finale: 234.3 pnt (106.2 (98,5 m); 24e - 128.1 (103,0 m); 3e) |
| Peter Prevc                                         | grote schans (m)   | 10e       | kwalificatie: 111.0 pnt (125,0 m) (17e) finale: 258.0 pnt (132,4 (134,0 m); 8e - 125.6 (127,5 m); 11e) |
| Anže Semenič                                        | grote schans (m)   | 27e       | kwalificatie: 97.5 pnt (119,5 m) (30e) finale: 220.5 pnt (118.1 (127,0 m); 21e - 102.4 (120,0 m); 27e) |
| Timi Zajc                                           | normale schans (m) | 33e       | kwalificatie: 107.1 pnt (94,0 m) (29e) finale: 98.6 pnt (97,0 m); 33e) |
| Jernej Damjan Anže Semenič Tilen Bartol Peter Prevc | landenteam (m)     | 5e        | 241.1 pnt (118.9 (126,5 m) - 122.2 (129,5 m) 227.6 pnt (116.5 (125,0 m) - 111.1 (123,5 m) 231.6 pnt (120.6 (134,5 m) - 111.0 (133,5 m) 267.5 pnt (136.4 (134,5 m) - 131.1 (133,5 m) totaal: 967.8 pnt (492.4; 5e - 475.4; 5e) |
|                                                     |                    |           | |
| Urša Bogataj                                        | normale schans (v) | 30e       | 135.2 pnt (71.2 (84,5 m); 25e - 64.0 (81,0 m); 30e) |
| Ema Klinec                                          | normale schans (v) | 14e       | 181.6 pnt (94.2 (91,5 m); 12e - 87.4 (89,0 m); 16e) |
| Nika Križnar                                        | normale schans (v) | 7e        | 223.2 pnt (108.5 (101,0 m); 7e - 114.7 (104,0 m); 6e) |
| Špela Rogelj                                        | normale schans (v) | 22e       | 154.5 pnt (64.3 (80,0 m); 28e - 90.2 (90,5 m); 12e) |

### Snowboarden
| Olympiër          | Onderdeel                | Resultaat    | Prestatie |
| ----------------- | ------------------------ | ------------ | --- |
| Tim-Kevin Ravnjak | halfpipe (m)             | 16e          | kwalificatie: 72.50 - 27.00 pnt |
| Tit Štante        | halfpipe (m)             | 25e          | kwalificatie: 24.50 - 52.25 pnt |
| Žan Košir         | parallelreuzenslalom (m) | Brons        | kwalificatie: 1.24,97 (42,03 + 42,94) (2e) 1/8F: won van KOR Kim Sang-kyum KF: won van GER Stefan Baumeister HF: verloor van KOR Lee Sang-ho om brons: won van FRA Sylvain Dufour |
| Rok Marguč        | parallelreuzenslalom (m) | kwalificatie | kwalificatie: 1.25,98 (43,78 + 42,20) (17e) |
| Tim Mastnak       | parallelreuzenslalom (m) | 1/8F         | kwalificatie: 1.25,97 (43,15 + 42,82) (16e) 1/8F: verloor van SUI Nevin Galmarini                                                                                                 |
|                   |                          |              | |
| Kaja Vrednik      | halfpipe (v)             | 21e          | kwalificatie: 24.75 - 34,00 pnt |
| Gloria Kotnik     | parallelreuzenslalom (v) | 1/8F         | kwalificatie: 1.33,52 (48,00 + 45,52) (15e) 1/8F: verloor van OAR Alena Zavarzina                                                                                                 |

### IJshockey
| Olympiër | Onderdeel | Resultaat | Prestatie |
| --- | --------- | --------- | --- |
| Boštjan Goličič Luka Gračnar Blaž Gregorc Andrej Hebar Žiga Jeglič Sabahudin Kovačevič Aleš Kranjc Gašper Krošelj Anže Kuralt Jan Muršak Aleš Mušič Ken Ograjenšek Žiga Pance Žiga Pavlin Matija Pintarič Matic Podlipnik Jurij Repe Mitja Robar David Rodman Marcel Rodman Robert Sabolič Rok Tičar Jan Urbas Miha Verlič Luka Vidmar | mannen    | 9e        | groep B 3 - 2 Verenigde Staten 2 - 8 Olympische atleten uit Rusland 3 - 2 Slowakije play-off: 1 - 2 Noorwegen |